# Космос-690
Космос-690 («Бион-2») — советский беспилотный космический корабль запущенный с космодрома «Плесецк» 22 октября 1974 года. Второй из одиннадцати аппаратов серии «Бион».

## Запуск
«Космос-690» был запущен 22 октября 1974 года в 17:59:59 по Гринвичу с космодрома «Плесецк» ракетой-носителем «Союз-У». Он был выведен на низкую околоземную орбиту с перигеем 223 км, апогеем 389 км, наклонением орбиты 62,80° и периодом обращения 98,40 минуты. Через 21 день пребывания на орбите Земли «Космос-690» приземлился в Казахстане 12 ноября 1974 года.

## Задачи
«Космос-690» имел на борту отсек, содержащий крыс-альбиносов. Основным направлением исследований на орбите было получение результатов воздействия гамма-излучения на подопытные образцы. Крыс ежедневно подвергали облучению от источника гамма-излучения, который активировался из центра управления на Земле. В результате экспериментов проводимых 21 день у подопытных крыс были зафиксированы функциональные нарушения и отклонения: патологии в лёгких, состав крови и костного мозга отличался от контрольных образцов. Исследования проводились совместно с учёными из Чехословакии и Румынии.

## Особенности конструкции
Космический аппарат был изготовлен на базе спутника-шпиона «Зенит» и предназначался для изучения воздействия радиации на человека.
Приборный модуль в виде двух соединённых усеченных конусов весом 2400 кг, диаметром 2,43 м и длиной 2,25 м нёс большую часть вспомогательных приборов в герметичном отсеке. Корабль имел систему стабилизации на основе сжатого азота и тормозные двигатели ТДУ-1 с тактом 15,83 кН и максимальным временем работы 45 секунд. Вспомогательный контейнер, содержащий химические батареи и материалы для дополнительных экспериментов, имел цилиндрическую форму диаметром 1,90 м при высоте 0,90 м располагался над возвращаемым модулем и сбрасывался примерно за сутки до посадки. Возвращаемый модуль весом 3100 кг и диаметром 2,3 м был покрыт абляционным тепловым экраном толщиной от 3 до 18 см для предотвращения сгорания при входе в атмосферу.